# 서부도서관 (진주시)
서부도서관은 경상남도 진주시에 있는 공립 도서관이다.

## 연혁
- 1998년 5월 22일 개관.
- 2005년 7월 1일 진주시립도서관 열람조례 개정.
- 2007년 8월 9일 진주시립도서관 관리운영조례 일부개정.
- 2011년 5월 23일 진주시 공공도서관 설치 운영 및 지원에 관한 조례 전부개정.
- 2021년 6월 16일 리모델링 재개관.